# Карачонь, Гергей
Ге́ргей Ка́рачонь (венг. Karácsony Gergely; род. 11 июня 1975) — венгерский политический деятель левоцентристского толка, мэр Будапешта с 2019 года. Член Национального собрания Венгрии с 2010 по 2014 год. С 2014 по 2019 год занимал должность мэра XIV района Будапешта Зугло. Кандидат в премьер-министры от оппозиционной коалиции его собственной зелёной партии «Диалог за Венгрию» и Венгерской социалистической партии на парламентских выборах 2018 года.

## Биография
Гергей Карачонь родился 11 июня 1975 года в городе Фехердьярмат. Работал в компании Medián, занимающейся исследованием рынка и общественного мнения, в должности менеджера по исследованиям. В 2007 году занял должность директора по исследованиям в этой компании. Кроме того, с 2004 года работал преподавателем в Университете Корвина в Будапеште.
В 2009 году стал членом недавно сформированной зелёной партии «Политика может быть другой». Во время парламентских выборов 2010 года работал менеджером по предвыборной кампании партии. По итогам выборов стал членом парламента от регионального списка Будапешта (3-е место). В мае 2010 года был избран заместителем лидера парламентской фракции «Политика может быть другой» и покинул компанию Medián.
В ноябре 2011 года был кандидатом от партии на дополнительных выборах в Будапештском округе № 2. Он занял третье место с результатом 6,45 % после Жолта Ланга (Фидес — Венгерский гражданский союз) и Каталин Левай (Венгерская социалистическая партия). И «Венгерская социалистическая партия», и «Политика может быть другой» согласились с тем, что кандидат, получивший меньше голосов, уйдет в пользу более сильного, однако Гергей Карачонь также участвовал во втором туре.
В январе 2013 года совет «Политика может быть другой» отклонил сотрудничество в сфере выборов с другими оппозиционными силами, включая партию «Вместе». В результате члены платформы «Политика может быть другой» — «Диалог за Венгрию», в том числе Гергей Карачонь, объявили о своем решении покинуть оппозиционную партию и создать новую организацию. Бенедек Явор, лидер платформы «Диалог за Венгрию», заявил, что восемь депутатов, выходящих из «Политика может быть другой», сохранят свои парламентские мандаты. Уходящие депутаты сделали на базе «Диалога за Венгрию» как полноценную партию.

## Руководитель партии
В июне 2014 года Гергей Карачонь был избран сопредседателем «Диалога за Венгрию» вместе с Тимеей Сабо, когда его предшественник Явор стал депутатом Европейского парламента на выборах в 2014 году. В 2014 году Гергей Карачонь победил на местных выборах мэра Зугло в качестве единого кандидата от Венгерской социалистической партии, Демократической коалиции и альянса «Вместе». Согласно новым правилам, он также стал членом Генеральной ассамблеи Будапешта.
В апреле 2017 года Гергей Карачонь был переизбран сопредседателем «Диалога за Венгрию», а также был выдвинут кандидатом от своей партии на пост премьер-министра на парламентских выборах 2018 года. В декабре 2017 года «Венгерская социалистическая партия» также избрала Гергея Карачоня своим кандидатом на пост премьер-министра. Обе партии также решили совместно оспорить результаты национальных выборов 2018 года. Следовательно, партия «Вместе» расторгло соглашение о сотрудничестве с «Диалогом за Венгрию». Под руководством Гергея Карачоня совместный список партий получил 11,91 % голосов избирателей и занял только третье место после «Фидеса» и «Йоббика». Оставался сопредседателем партии до 2022 года.

## Мэр Будапешта
В июне 2019 года, на первичных праймериз оппозиционных партий, он был избран в качестве лидера оппозиции, в то время как «Йоббик» не поддерживал кандидатуру Гергея Карачоня, но при этом решил не выдвигать против него кандидата. Это сделало Гергея Карачоня единственным кандидатом от оппозиции на должность мэра Будапешта на местных выборах 2019 года против действующего мэра Иштвана Тарлоша, которого поддержала правящая коалиция Фидес-ХДНП, а затем он победил на выборах мэра 13 октября 2019 года с результатом 50,86 % голосов, отданных за него, а Тарлош получил 44,10 % голосов.
В декабре того же года он подписал «пакт свободных городов» с мэрами Варшавы, Праги и Братиславы с целью давления на правых популистов своих стран и налаживания отношений с Евросоюзом.
Карачонь занял второе место в первом туре праймериз на роль кандидата в премьер-министры от шести партий оппозиции (27,3%) накануне парламентских выборов 2022 года, прошёл во второй тур, но снял свою кандидатуру и поддержал занявшего третье место Петера Марки-Зая, чтобы не допустить победы Клары Добрев, вне собственной партии имеющей существенный антирейтинг как супруга Ференца Дьюрчаня. 
В августе 2022 года стал жертвой пранкеров Вована и Лексуса, которые позвонили ему от имени мэра Киева Виталия Кличко. Карачонь посетовал на пророссийскую позицию премьер-министра Орбана и рассказал, что в ЕС тот оказался в изоляции и испортил отношения даже с поляками. Он также признал, что Венгрия сейчас не лучшая страна для украинских беженцев несмотря на то, что для помощи им выделяется немало средств, и назвал Будапешт городом терпимым и открытым для ЛГБТ-сообщества.
Неоднократно выступал с заявлениями и действиями, направленными на солидарность с Украиной в условиях российского вторжения. В начале 2023 года посетил Киев: «Я донес на нашей встрече с мэром Виталием Кличко послание миллионов венгров: Венгрия не равна своему правительству. Мы знаем, что значит бороться за свободу. Для крепкого мира Киев должен победить, и Будапешт поддерживает его».